# Discografia dei Massive Attack
La discografia dei Massive Attack, gruppo musicale trip hop britannico, si compone di cinque album in studio, sei album di remix, tre raccolte, una colonna sonora, cinque EP e oltre dieci singoli.
Il gruppo venne formato nel 1988 a Bristol per iniziativa dei musicisti Robert "3D" Del Naja, Grant "Daddy G" Marshall e Andrew "Mushroom" Vowles, tutti appartenenti in precedenza al sound system The Wild Bunch.
Il loro album di debutto, Blue Lines, venne pubblicato nel 1991 e segnò la nascita del genere trip hop. Il disco raggiunse la tredicesima posizione della classifica britannica, venendo certificato doppio disco di platino dalla British Phonographic Industry, e da esso furono estratti quattro singoli, di cui tre raggiunsero la top 100 della Official Singles Chart (il secondo singolo Unfinished Sympathy raggiunse la 13ª posizione). Nel 1994 fu la volta di Protection, che arrivò in quarta posizione in madrepatria, mentre quattro anni più tardi uscì Mezzanine, che conquistò la vetta della Official Albums Chart grazie anche ai quattro singoli da esso estratti, tra cui Teardrop.
Il 2003 vide la pubblicazione di 100th Window (unico album con il solo Del Naja in formazione), mentre tre anni più tardi uscì la raccolta Collected, certificata disco di platino nel Regno Unito. Il quinto album in studio Heligoland è stato pubblicato nel corso del 2010.

## Album

### Album in studio
| Anno                                                                          | Titolo | Classifiche | Classifiche | Classifiche | Classifiche | Classifiche | Classifiche | Classifiche | Classifiche | Classifiche | Classifiche | Certificazioni                                                                                                 |
| Anno                                                                          | Titolo | UK          | AUS         | AUT         | BEL (FL)    | FRA         | GER         | NLD         | NZL         | SWI         | USA         | Certificazioni                                                                                                 |
| ----------------------------------------------------------------------------- | --- | ----------- | ----------- | ----------- | ----------- | ----------- | ----------- | ----------- | ----------- | ----------- | ----------- | --- |
| 1991                                                                          | Blue Lines - Pubblicato: 1º giugno 1991 - Etichetta: Wild Bunch, Virgin - Formati: CD, MC, LP, download digitale | 13          | 69          | 5           | 81          | 31          | 31          | 39          | 26          | 26          | —           | - FRA: Platino - UK: Platino (2)                                                                               |
| 1994                                                                          | Protection - Pubblicato: 26 settembre 1994 - Etichetta: Circa, Virgin - Formati: CD, MC, LP, download digitale   | 4           | 15          | 21          | 47          | 24          | 63          | 76          | 9           | 29          | —           | - FRA: Oro - SWI: Oro - UK: Platino (2)                                                                        |
| 1998                                                                          | Mezzanine - Pubblicato: 20 aprile 1998 - Etichetta: Circa, Virgin - Formats: CD, MC, 2 LP, download digitale     | 1           | 1           | 3           | 4           | 3           | 6           | 17          | 1           | 6           | 60          | - AUS: Platino - AUT: Oro - BEL: Platino - FRA: Platino - GER: Oro - ITA: Oro - SWI: Platino - UK: Platino (2) |
| 2003                                                                          | 100th Window - Pubblicato: 10 febbraio 2003 - Etichetta: Virgin - Formati: CD, 3 LP, download digitale           | 1           | 4           | 4           | 1           | 1           | 3           | 9           | 5           | 1           | 69          | - AUS: Oro - BEL: Oro - AUT: Oro - SWI: Oro - UK: Oro                                                          |
| 2010                                                                          | Heligoland - Pubblicato: 8 febbraio 2010 - Etichetta: Virgin - Formati: CD, LP, download digitale                | 6           | 8           | 5           | 1           | 2           | 4           | 5           | 7           | 2           | 46          | - FRA: Oro - ITA: Oro - UK: Oro                                                                                |
| "—" indica una pubblicazione non classificata o non pubblicata in quel Paese. | |             |             |             |             |             |             |             |             |             |             | |

### Album di remix
| Anno                                                                          | Titolo | Classifiche | Classifiche |
| Anno                                                                          | Titolo | UK          | NZL         |
| ----------------------------------------------------------------------------- | --- | ----------- | ----------- |
| 1995                                                                          | No Protection (con Mad Professor) - Pubblicato: 20 febbraio 1995 - Etichetta: Gyroscope - Formati: CD, MC, LP, download digitale                         | 10          | 29          |
| 2006                                                                          | Blue Lines - The Remixes - Pubblicato: 30 gennaio 2006 - Etichetta: Virgin - Formati: download digitale                                                  | —           | —           |
| 2006                                                                          | Protection - The Remixes - Pubblicato: 30 gennaio 2006 - Etichetta: Virgin - Formati: download digitale                                                  | —           | —           |
| 2006                                                                          | Mezzanine - The Remixes - Pubblicato: 30 gennaio 2006 - Etichetta: Virgin - Formati: download digitale                                                   | —           | —           |
| 2006                                                                          | 100th Window - The Remixes - Pubblicato: 30 gennaio 2006 - Etichetta: Virgin - Formati: download digitale                                                | —           | —           |
| 2019                                                                          | Massive Attack V Mad Professor Part II (Mezzanine Remix Tapes '98) (con Mad Professor) - Pubblicato: 20 settembre 2019 - Etichetta: Virgin - Formati: LP | —           | —           |
| "—" indica una pubblicazione non classificata o non pubblicata in quel Paese. | |             |             |

### Raccolte
| 1998                                                                          | Singles 90/98 - Pubblicato: 7 dicembre 1998 - Etichetta: Virgin - Formats: 11 CD               | 118 | —  | —  | — | —  | —  | — | — | —   |                                                               |
| 2006                                                                          | Collected - Pubblicato: 27 marzo 2006 - Etichetta: Virgin - Formati: CD, LP, download digitale | 2   | 19 | 13 | 1 | 24 | 19 | 3 | 4 | 198 | - BEL: Oro - FRA: Oro - ITA: Oro - SWI: Oro - UK: Platino (2) |
| 2010                                                                          | Selected - Pubblicato: 27 marzo 2010 - Etichetta: Virgin - Formati: download digitale          | —   | —  | —  | — | —  | —  | — | — | —   |                                                               |
| "—" indica una pubblicazione non classificata o non pubblicata in quel Paese. |                                                                                                |     |    |    |   |    |    |   |   |     |                                                               |

### Colonne sonore
| Anno | Titolo                                                                                              | Classifiche | Classifiche | Classifiche | Classifiche |
| Anno | Titolo                                                                                              | UK          | BEL (FL)    | FRA         | SWI         |
| ---- | --------------------------------------------------------------------------------------------------- | ----------- | ----------- | ----------- | ----------- |
| 2004 | Danny the Dog - Pubblicato: 11 ottobre 2004 - Etichetta: Gyroscope - Formati: CD, download digitale | 70          | 65          | 60          | 92          |

## Extended play
| Anno                                                                          | Titolo | Classifiche | Classifiche | Classifiche |
| Anno                                                                          | Titolo | UK          | AUS         | SWI         |
| ----------------------------------------------------------------------------- | --- | ----------- | ----------- | ----------- |
| 1992                                                                          | Massive Attack E.P. - Pubblicato: 10 febbraio 1992 - Etichetta: Circa, Wild Bunch - Formati: CD, MC, 7", 12" | 27          | 49          | 35          |
| 2006                                                                          | Bite Size - Pubblicato: 25 dicembre 2006 - Etichetta: Virgin - Formati: download digitale                    | —           | —           | —           |
| 2009                                                                          | Splitting the Atom - Pubblicato: 4 ottobre 2009 - Etichetta: Virgin - Formati: 12", download digitale        | 64          | —           | 68          |
| 2010                                                                          | Atlas Air EP - Pubblicato: 21 novembre 2010 - Etichetta: Virgin - Formati: 12", download digitale            | —           | —           | —           |
| 2016                                                                          | Ritual Spirit - Pubblicato: 28 gennaio 2016 - Etichetta: Virgin - Formati: 12", download digitale            | —           | —           | —           |
| "—" indica una pubblicazione non classificata o non pubblicata in quel Paese. | |             |             |             |

## Singoli
| Anno                                                                          | Titolo                            | Classifiche | Classifiche | Classifiche | Classifiche | Classifiche | Classifiche | Classifiche | Classifiche | Classifiche | Classifiche | Certificazioni           | Album di provenienza |
| Anno                                                                          | Titolo                            | UK          | AUS         | AUT         | BEL (FL)    | GER         | NLD         | NZL         | SWI         | USA         | USA Dance   | Certificazioni           | Album di provenienza |
| ----------------------------------------------------------------------------- | --------------------------------- | ----------- | ----------- | ----------- | ----------- | ----------- | ----------- | ----------- | ----------- | ----------- | ----------- | ------------------------ | -------------------- |
| 1988                                                                          | Any Love                          | —           | —           | —           | —           | —           | —           | —           | —           | —           | —           |                          | /                    |
| 1990                                                                          | Daydreaming                       | 81          | —           | —           | —           | —           | —           | —           | —           | —           | —           |                          | Blue Lines           |
| 1991                                                                          | Unfinished Sympathy               | 13          | 95          | —           | 15          | 17          | 2           | 48          | 9           | —           | —           | - UK: Platino            | Blue Lines           |
| 1991                                                                          | Safe from Harm                    | 25          | 132         | 23          | —           | 33          | 28          | —           | 15          | —           | 35          |                          | Blue Lines           |
| 1994                                                                          | Sly                               | 24          | 98          | —           | —           | —           | —           | —           | —           | —           | —           |                          | Protection           |
| 1995                                                                          | Protection                        | 14          | 91          | —           | —           | —           | —           | 27          | —           | —           | —           |                          | Protection           |
| 1995                                                                          | Karmacoma                         | 28          | 114         | —           | —           | —           | —           | 19          | —           | —           | —           |                          | Protection           |
| 1997                                                                          | Risingson                         | 11          | —           | —           | 43          | —           | —           | 30          | —           | —           | —           |                          | Mezzanine            |
| 1998                                                                          | Teardrop                          | 10          | 16          | —           | 67          | 52          | 64          | 19          | 75          | 110         | —           | - ITA: Oro - UK: Platino | Mezzanine            |
| 1998                                                                          | Angel                             | 30          | 129         | —           | —           | —           | —           | 33          | —           | —           | —           | - UK: Argento            | Mezzanine            |
| 1998                                                                          | Inertia Creeps                    | —           | —           | —           | —           | —           | —           | 16          | —           | —           | —           |                          | Mezzanine            |
| 2003                                                                          | Special Cases                     | 15          | —           | —           | —           | —           | —           | —           | —           | —           | —           |                          | 100th Window         |
| 2003                                                                          | Butterfly Caught                  | —           | —           | —           | —           | —           | —           | —           | —           | —           | —           |                          | 100th Window         |
| 2006                                                                          | Live with Me                      | 17          | —           | 58          | 52          | 74          | —           | —           | 64          | —           | —           |                          | Collected            |
| 2006                                                                          | False Flags/United Snakes         | 158         | —           | —           | —           | —           | —           | —           | —           | —           | —           |                          | Collected            |
| 2010                                                                          | Paradise Circus                   | 117         | —           | —           | 33          | —           | —           | —           | 41          | —           | —           |                          | Heligoland           |
| 2011                                                                          | Four Walls                        | —           | —           | —           | —           | —           | —           | —           | —           | —           | —           |                          | /                    |
| 2016                                                                          | The Spoils                        | —           | —           | —           | —           | —           | —           | —           | —           | —           | —           |                          | /                    |
| 2016                                                                          | Dear Friend (feat. James Massiah) | —           | —           | —           | —           | —           | —           | —           | —           | —           | —           |                          | /                    |
| "—" indica una pubblicazione non classificata o non pubblicata in quel Paese. |                                   |             |             |             |             |             |             |             |             |             |             |                          |                      |

## Video musicali
| Anno | Titolo                                | Regista/i                        |
| ---- | ------------------------------------- | -------------------------------- |
| 1990 | Daydreaming                           | Baillie Walsh                    |
| 1991 | Unfinished Sympathy                   | Baillie Walsh                    |
| 1991 | Safe from Harm                        | Baillie Walsh                    |
| 1991 | Be Thankful for What You've Got       | Baillie Walsh                    |
| 1994 | Sly                                   | Stéphane Sednaoui                |
| 1995 | Protection                            | Michel Gondry                    |
| 1995 | Karmacoma                             | Jonathan Glazer                  |
| 1997 | Risingson                             | Walter Stern                     |
| 1998 | Teardrop                              | Walter Stern                     |
| 1998 | Angel                                 | Walter Stern                     |
| 1999 | Inertia Creeps                        | W.I.Z.                           |
| 2003 | Special Cases (prima versione)        | H5                               |
| 2003 | Special Cases (seconda versione)      | H5                               |
| 2003 | Butterfly Caught                      | Daniel Levi                      |
| 2006 | Live with Me (version 1)              | Jonathan Glazer                  |
| 2006 | Live with Me (version 2)              | Jonathan Glazer                  |
| 2006 | False Flags                           | Paul Gore                        |
| 2009 | United Snakes                         | UnitedVisualArtists              |
| 2009 | Splitting the Atom (prima versione)   | Baillie Walsh                    |
| 2009 | Paradise Circus                       | Toby Dye                         |
| 2010 | Splitting the Atom (seconda versione) | Edouard Salier                   |
| 2010 | Flat of the Blade                     | Ewen Spencer                     |
| 2010 | Saturday Come Slow                    | Adam Broomberg e Oliver Chanarin |
| 2010 | Psyche (prima versione)               | Dougal Wilson                    |
| 2010 | Psyche (seconda versione)             | John Downer                      |
| 2010 | Atlas Air                             | Edouard Salier                   |
| 2010 | Pray for Rain                         | Jake Scott                       |
| 2016 | Take It There                         | Hiro Murai                       |
| 2016 | Voodoo in My Blood                    | Ringan Ledwidge                  |
| 2016 | Ritual Spirit                         | Medium e Robert Del Naja         |
| 2016 | Come Near Me                          | Ed Morris                        |
| 2016 | The Spoils                            | John Hillcoat                    |